# Allex Kangala
Alexandre “Allex” Kangala Venâncio (Cabinda, 6 de setembro de 1976) é um estilista angolano. Kangala ganhou o prémio de melhor estilista masculino de Angola no ano de 2013. Kangala também foi nomeado em 2014 como o melhor estilista do ano, no Moda Luanda.[carece de fontes?]

## Infância, Educação
Kangala é o segundo filho da união entre José Venâncio e Joana Muendo. Nasceu em Cabinda, a 6 de setembro de 1976. Seu pai José Manuel Venâncio foi nomeado nos anos 70 pelo primeiro presidente da República Popular de Angola Agostinho Neto como comandante da ODP em Cabinda, e a sua mãe, Joana Miúdo, era ex-combatente. Kangala chegou a Luanda com seis meses de idade. Cresceu na Rua Rainha Ginga, no Bairro Patrício Lumumba, aos cinco anos entrou na escola de São José Coluni, onde ficou até a quarta classe. Fez o quinto e o sexto ano na Auda Lara. O desporto sempre foi algo muito presente na sua vida, Kangala praticou hóquei em patins dos 6 até aos 16 anos de idade no Petro Atlântico de Luanda.[carece de fontes?]

## Início de Carreira ( 1999- 2002)
Em 1997 Kangala deixa Luanda rumo a sua terra natal, Cabinda com intenções de encontrar um emprego na área petrolífera. No segundo ano em Cabinda, Kangala conseguiu um emprego na base de Cabinda Golf no sistema de rotação. O primeiro contato com a moda aconteceu durante uma pausa na base petrolífera enquanto assistia na TPA1 o final do concurso de beleza masculino Mr Angola 1999, do qual Jorge Nelson venceu. Kangala de imediato ficou fascinado pelo cenário do desfile, as roupas e todo o glamour em volta do concurso. Em meados de 1999 Kangala regressou a Luanda e foi trabalhar para Sonils Logistic Oil Company. Numa noite enquanto divertia-se com os amigos na discoteca Palos foi abordado pelo Valdo (responsável da agência de modelos Mangos), que o convidou para ser modelo. Assim Kangala juntou-se aos outros membros da agência Mango na altura como (Tatiana Durão, Freddy Costa, Karina Silva, Lito Sequeira, Yara, Celso Roberto, Constância Cassumbe entre outros). Contudo ano mais marcante foi em 2001,por ter sido um ano em que fez diversos desfiles pelo país e algumas campanhas publicitaria.[carece de fontes?]
Em dezembro de 2002 Allex Kangala deixou Angola rumo à África do Sul para tentar uma carreira internacional. Kangala viveu durante seis meses no país, onde fez parte da agência de modelos G3.[carece de fontes?]

## Allex Kangala (2007- presente)
Kangala começou a sua jornada como estilista em 2003 onde juntamente com o amigo Tekassala, Shunnoz, Bila, Agnelo, Bento, Mave comercializavam roupas numa boutique em Kinaxixi. A experiência de comercializar e lidar directamente com clientes durante dois anos fez com que Kangala passa-se apreciar as peças de uma outra forma e formalizar suas próprias ideias, que eram escritas num bloco de notas. [carece de fontes?]
Dois anos depois deixou de trabalhar com Tekassala e abriu a sua própria boutique em 2005 num interior de uma casa que funcionava como um show-room, sendo o seu nome a única referencia para as pessoas. Na boutique comercializou grandes marcas internacionais desde Empório Armani a lojas de rua como Zara e nas horas vagas estudava a filosofia dos tecidos o que enriqueceu ainda mais os seus conhecimentos.[carece de fontes?]
Em meados de 2007 Allex Kangala criou a sua primeira coleção de camisas que foram produzidas em Portugal. A coleção foi composta por tendências de slim fit em camisas clássicas, sendo um grande sucesso. [carece de fontes?]
Em 2008 Allex Kangala continuou a criar pequenas coleções de camisas juntamente com fatos de cerimónias. Em 2011 estreou a sua primeira grande coleção no Moda Luanda com 17 peças distintas com o tema: “Linguagem de um Íntimo”. [carece de fontes?]
O tema “Linguagem de um Íntimo”, porque as peças tinham um detalhe único próprio sendo uma soma do estado de espírito do designer ao ponto de poder fazer-se uma leitura do seu carácter através das peças, conservadoras, clássicas, nobre e detalhes únicos.
A coleção foi 99% dedicada a fatos de cerimónia e apresentada no Moda Luanda. A mesma coleção foi apresentada também no Angola Fashion Week e Huíla Fashion.
Em 2012 Kangala criou uma coleção especial cem porcento executiva onde apresentou durante a Namibia Fashion Week, tendo o prazer de poder participar no evento juntamente com do estilista sul-africano David Tales. [carece de fontes?]
Ainda em 2012 Allex Kangala participou na African New York Fashion Week com a coleção intitulada “Linguagem de um Íntimo”. Os organizadores e os fashionistas americanos presentes ficaram encantados com tanta qualidade e criatividade dando o mais alto elogio ao designer angolano.[carece de fontes?]
Todavia em 2013 foi convidado para vestir os candidatos que concorriam ao evento de moda masculino intitulado Mister Angola. Porem três meses mais tarde Kangala voltou a Nova Iorque para participar no New York Couture Fashion Week, estreando a sua terceira coleção intitulada “The New Gentleman”. No mesmo ano Allex Kangala foi convidado nacional especial para apresentar a sua coleção no Belas Shopping Fashion Week, em Luanda.[carece de fontes?]

## Allex Kangala (presente)
Em janeiro de 2014 Kangala apresentou pela primeira vez a sua quarta coleção “Invernal” em Hong Kong, na Fashion Week. “Invernal” é uma coleção dominada por fatos clássicos e sobretudos. Com a sua participação neste evento Kangala tornou-se no primeiro estilista angolano a participar na Hong Kong Fashion Week, arrecadando os mais altos elogios do público e dos "fashion gurus" da moda local.
Ainda em 2014 Kangala apresentou a sua quinta coleção intitulada “ My Soul in Colours” no Moda Luanda. A primeira coleção em que o estilista é ousado em cores vivas, o que não é habitual ver nas suas criações sendo Kangala um estilista identificado pelas cores sóbrias e a preto e branco.

## Nomeações e Prêmios
- 2001: Modelo Masculino do Ano- Moda Luanda
- 2001: Modelo Masculino do Ano- Angola Fashion Week
- 2001: 2º Classificado no Mr Angola, onde também recebeu o prêmio de Poeta da Noite, com o poema “ Seres De Um Brilho Eterno”
- 2001: Ficou entre os 10 primeiros classificados no concurso intitulado “Men Hunt International Models”
- 2007: Modelo Masculino do Ano
- 2012: Nomeado para Melhor Estilista Masculino do Ano- Moda Luanda
- 2013: Melhor Estilista Masculino do Ano- Troféu Hadja Models
- 2014: Nomeado para Melhor Estilista Masculino do Ano- Moda Luanda